# Giuseppe Conte
Giuseppe Conte (Volturara Appula, 1964. augusztus 8. –) olasz jogászprofesszor, politikus, 2018. június elsejétől ő volt Olaszország miniszterelnöke. 2019. augusztus 20-án lemondott, majd 2019 szeptemberében megalakította második kormányát. Kormányfői megbízásáról 2021. január 26-án lemondott. 2021. augusztus 7-én megválasztották az 5 Csillag Mozgalom elnökének.

## Pályájának kezdete
Déli, Foggia megyei születésű. A római La Sapienza Egyetemen tanult, ahol 1988-ban végzett, kitüntetéssel. Rövid ideig külföldi egyetemeken tanult: 1992-ben az Amerikai Egyesült Államokban a Yale Jogi Iskolában és a pittsburghi katolikus Duquesne Egyetemen, 1993-ban pedig a bécsi Nemzetközi Kultúrintézetben tanult németül. Később, 2000-ben a Sorbonne Egyetemen, 2001-ben a cambridge-i Girton College-ban, 2008-ban a New York Egyetemen.
Az egyetemi oktatói pályán az 1990-es években indult. Tanított a Roma Tre és a LUMSA egyetemen Rómában, a Máltai Egyetemen és a Sassari Egyetemen. Jelenleg a Firenzei Egyetem és a római LUISS egyetem személyi jog professzora. 2013. szeptember 18-án a képviselőház a Közigazgatási Jogi Hivatal tagjának választotta.

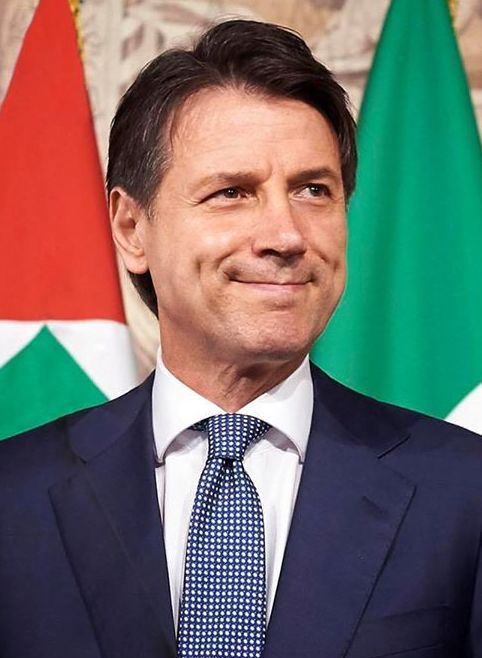
Miniszterelnök 2018. június 1-je óta

## Politikusként
Contét a 2018-as olaszországi választások győztes pártjai jelölték miniszterelnöknek. Első kormányalakítási kísérlete 2018. május 27-én meghiúsult, miután Sergio Mattarella köztársasági elnök visszautasította, hogy kinevezze Conte gazdasági miniszterjelöltjét, az euroszkeptikus Paolo Savonát. Május 31-én ismét miniszterelnök-jelölt lett, miután a pénzügyminiszter személye megváltozott. Kormánya 2018. június 1-jén tett esküt. 2019. augusztus 20-án lemondott miniszterelnöki pozíciójáról.
2018 elején, a választási kampányban Luigi Di Maio, az akkor ellenzéki 5 Csillag Mozgalom (M5S) vezetője Contét nevezte meg mint majdani kormánya közigazgatási miniszterét. 
A választás eredménye azonban többség nélküli parlament lett. Az M5S szerezte a legtöbb szavazatot és mandátumot a pártok között, de a legerősebb politikai tömb a Képviselőházban és a szenátusban is a jobboldali szövetség lett, amelynek fő ereje a Matteo Salvini vezette Északi Liga volt. Matteo Renzi volt miniszterelnök baloldali koalíciója csak a harmadik lett.
Mivel a választások után több mint két hónappal még mindig nem sikerült kormányt alakítani, május 9-én Di Maio és Salvini még 24 órát kért Mattarella államelnöktől, hogy megegyezést érjenek el. Még ugyanazon a napon este a Forza Italia vezetője, Silvio Berlusconi bejelentette, hogy bizalmi szavazáson nem támogatna egy M5S-Liga kormányt, a középjobb szövetséget azonban fenntartaná. Ezzel megnyitotta az utat a két párt számára, hogy koalíciós kormányt alakítsanak.
Május 13-án az M5S és a Liga elvi egyetértésre jutott a kormányprogramról. A kormánytagokról és a miniszterelnök személyéről azonban nem volt megegyezés. Május 14-én az M5S és a Liga vezetői találkoztak Mattarella elnökkel. A megbeszélésen még egy hetet kértek, hogy megegyezzenek a részletes kormányprogramban és a miniszterelnök személyében. A két párt egyben a hétvégére belső pártszavazást is ígért a megállapodásról.
Május 21-én Di Maio és Salvini Contét javasolta miniszterelnöknek. A két populista párt a „változás kormánya” néven emlegette a tervezett kabinetet.
A kormányalakítás azonban megfeneklett azon az elképzelésen, hogy Paolo Savona egyetemi tanár legyen a gazdasági miniszter. Május 27-én Conte bejelentette, hogy kudarcot vallott, ui. Mattarella államfő elutasította Savona kinevezését, mivel túlságosan euroszkeptikusnak és németellenesnek tartotta. Miután Conte lemondott miniszterelnökjelölti aspirációjáról, Mattarella kijelentette, hogy az olasz alkotmány őrzőjeként és az ország érdekeinek a védelmében nem engedhette, hogy a két párt kivigye Olaszországot az eurózónából.
Május 31-én ismét miniszterelnök-jelölt lett, miután a pénzügyminiszter személye megváltozott. Kormánya 2018. június 1-jén esküt tett.
Matteo Salvini és Giuseppe Conte között a feszültség mindig is jelentős volt, például a migráció kezelésében. Ennek következtében a Liga annyira megerősödött, hogy Salvini 2019 augusztus 8.-án felmondta a koalíciót. Végül 2019 augusztus 20-án Conte lemondott miniszterelnöki pozíciójáról.
2021. január 26-án benyújtotta lemondását Mattarella köztársasági elnöknek.

## Viták körülötte
Miután Conte miniszterelnök-jelölt lett, a The New York Times cikket közölt arról, hogy szerintük Conte meghamisította az önéletrajzát, amikor beleírta, hogy a New York-i egyetemen is tanult, mivel az egyetemen ennek nem találták nyomát. Hasonlóképp, a pittsburghi Duquesne Egyetemen, a Máltai Egyetemen és a bécsi Nemzetközi Kultúrintézetben sem találták nyomát, hogy Conte ott tanult volna. A Yale Egyetem viszont megerősítette hogy Conti három hónapig náluk tanult.

## Könyvei
- Il volontariato. Libertà dei privati e mediazione giuridica dello Stato (1996)
- La simulazione del matrimonio nella teoria del negozio giuridico (1999)
- Le regole della solidarità. Iniziative nonprofit dei privati e mediazione dei pubblici poteri (2001)
- Il danno non patrimoniale (2018)
- La formazione del contratto (2018)

## Magánélete
Katolikus, Pietrelcinai Szent Pio buzgó követője. Különvált feleségétől, Valentina Ficótól, fiuk Niccolò (2008).
Jelenlegi élettársa Olivia Paladino (1980 k.) szállodarész-tulajdonos.

## Fordítás
- Ez a szócikk részben vagy egészben  a   Giuseppe Conte című angol Wikipédia-szócikk ezen változatának fordításán alapul.  Az eredeti cikk szerkesztőit annak laptörténete sorolja fel. Ez a jelzés csupán a megfogalmazás eredetét és a szerzői jogokat jelzi, nem szolgál a cikkben szereplő információk forrásmegjelöléseként.